# Ingenstans i Afrika
Ingenstans i Afrika (Nirgendwo in Afrika) är en tysk film från 2001, regisserad av Caroline Link. Den är baserad på en självbiografisk roman av Stefanie Zweig. Filmen handlar om en judisk familj som strax innan andra världskriget flyttar till Kenya där de driver ett jordbruk.
Ingenstans i Afrika belönades med en Oscar i kategorin Bästa icke-engelskspråkiga film.

## Handling
År 1938 flyr familjen Redlich till Kenya från Leobschütz (i Oberschlesien), Nazityskland, för att komma undan den tilltagande judeförföljelsen. Walter, en före detta advokat får arbete som förman på ett jordbruk och tar dit familjen, Hans fru Jettel har svårt att anpassa sig till livet i Afrika, medan dottern Regina snabbt anpassar sig till sin nya miljö genom att lära sig språket och visa intresse för den lokala kulturen. Hon blir snart nära vän med kocken på gården, Owuor. 
När kriget bryter ut samlar britterna alla tyska medborgare och håller kvinnor och män, oavsett om de är judar eller ej, separerade. Redlichs äktenskap börjar att spricka. Jettel ligger med en tyskspråkig brittisk soldat för att få arbete och bostad på en gård för familjen. Regina och Walter får reda på detta. 
Walter beslutar att ansluta sig till den brittiska armén och vill att Jettel ska följa med honom till Nairobi, men hon vägrar och stannar på gården med Owuor. Regina sänds till en engelsk internatskola, och blir kvar där i flera år. Hon kommer bara hem under skördesäsongen. Under denna tid utvecklar Jettel ett förhållande med  Süsskind (det antyds att de ligger med varandra, men det nämns aldrig). 
Walter kommer tillbaka från kriget och uppger att den engelska arméns policy är att skicka hem alla soldater och deras familjer. Jettel vägrar och menar att hon behövs på farmen. Till slut låter hon honom bestämma om de ska lämna Afrika eller ej. Walter söker en tjänst som domare i Tyskland.

## Rollista
- Juliane Köhler – Jettel Redlich
- Merab Ninidze – Walter Redlich
- Sidede Onyulo – Owuor
- Matthias Habich – Süsskind
- Lea Kurka – Regina (yngre)
- Karoline Eckertz – Regina (äldre)
- Gerd Heinz – Max
- Hildegard Schmahl – Ina
- Maritta Horwarth – Liesel
- Regine Zimmermann – Käthe
- Gabrielle Odinis – Tjänsteflickan Klara
- Bettina Redlich – Mrs. Sadler
- Julia Leidl – Inge
- Mechthild Grossmann – Elsa Konrad
- Joel Wajsberg – Hubert